# 清凉寺 (八大处)
清凉寺，位于北京市石景山区八大处公园，是一座汉传佛教寺院。始建于隋，初称卢师寺，元代改扩建为大天源延圣寺，明代称真应寺、感应寺、清凉寺，清乾隆年间废毁。清凉寺遗址现为石景山区普查登记文物，类别为古遗址。

## 历史
清凉寺位于八大处公园内，证果寺以东，占地面积百亩许。清凉寺早已被毁，其旧址21世纪初是八大处苗圃的所在地。
清凉寺的前身是卢师寺。大典本《顺天府志》引《元一统志》曰：“尸陀林卢禅师寺碑有云，禅师姓卢，隋末唐初巡行沙门也。变化非常，容心罕测。或坐桑干水上泛泛而游，或陟林峦霭中往往而见。冥搜西山得此形胜，乃剪荆棘开道场。安禄山为范阳节度时，有真应寺律师惠颙，袭卢遗迹，敷演宝藏，传续慈灯。预立石室，次于卢坟。碑文乃范阳节度掌书记朝议大夫守国子司业上柱国赐紫金鱼袋张纳撰，大唐天宝八载十月十五日建寺。西有龙潭，灵物在焉祈祷之地。”该段文字说明，隋末唐初，卢师创建了“卢师寺”。卢师圆寂以后，安葬在卢师山。唐朝天宝八年（749年），惠颙重修了卢师寺。
元朝泰定三年（1326年）重修卢师寺，改称“大天源延圣寺”。明朝正统十一年（1446年）重修该寺，改称“清凉寺”，沿用至今。
《元史》中有大天源延圣寺的记载：
- “泰定三年（1326年）八月，大天源延圣寺神御殿成。十月，奉安显宗御容于大天源延圣寺，赐钞二万锭。”
- “泰定四年（1327年）十月，命帝师作佛事于大天源延圣寺。”
- “天历二年（1329年）五月，于玉德殿及大天源延圣寺作佛事。”
- “明宗必巴实皇后，天历二年（1329年）请为明宗资冥福。命帝师率诸僧作佛事七日于大天源延圣寺。”
- “至元六年（1340年）四月，诏大天源延圣寺立明宗神御殿碑。”[5]

根据《元史》的记载，可知大天源延圣寺有两座神御殿，分别供奉显宗、明宗的御容。
《元代画塑记》书中记载了大天源延圣寺内供奉的佛像：
泰定三年三月二十日，宣政院使满秃传敕——诸色府可依帝师指受，画大天源延圣寺。前后殿四角楼画佛，□□制为之。其正殿内光焰佛座及幡杆咸依普庆寺制造，仍令张同知提调，用物需之省部。正殿佛五尊，各带须弥座及光焰。东南角楼天王九尊、西南角楼马哈哥剌等佛一十五尊、东北角楼尊胜佛七尊、西北角楼阿弥陀佛九尊，各带莲花须弥座、光焰。东西藏灯殿二，内东殿孛佛母等三尊。西殿释迦说法像二尊。内山门天王四尊，各带须弥座、五山幈。后殿五方佛五尊，各带须弥座、光焰。用物……
据此可知，大天源延圣寺建筑由帝师设计，仿占地二百亩供奉元顺宗、元仁宗帝后影像的普庆寺规模，坐北朝南三进院落。该寺佛像为画佛、塑佛结合，共计佛像59尊，可能暗合“九五之尊”。
大天源延圣寺壁画出名，元朝诗人王恽作有三首诗赞之：

其一：题显宗承华殿墨戏
大青小青两龙种，承华墨戏真天人。春思欲见承平事，立仗归来不动尘。
其二：承华殿墨戏图
天厩云屯八尺龙，总输神骏付青宫。细看绝电流云笔，天宝诸王恐未工。
其三：承华殿墨戏图
主人爱马怜神骏，一骨千金十袭藏。却恐雷霆还下取，九重天上看龙骧。

## 现状
清凉寺遗址占地面积约20000平方米，尚有残墙、墙遗址以及三个柱础。
2013年，作为石景山区2013年十大重点工程之一，西山八大处文化景区一期工程正式开工。复建清凉寺是一期工程的项目之一。2014年初的报道称，清凉寺修复工程将在2014年底前开工。